# Carlstein
Carlstein is een plaats in de Duitse deelstaat Mecklenburg-Voor-Pommeren en maakt deel uit van de gemeente Klein Lukow in het district Mecklenburgische Seenplatte.